# Setodes epicampes
Setodes epicampes är en nattsländeart som beskrevs av Edwards 1956. Setodes epicampes ingår i släktet Setodes och familjen långhornssländor. Inga underarter finns listade i Catalogue of Life.